# Axente Sever
Axente Sever (en hongrois : Asszonyfalva, en allemand : Frauendorf) est une commune du județ de Sibiu en Roumanie.